# Indice des prix à la consommation
Pour les articles homonymes, voir IPC et CPI.
 (juillet 2025).
L'indice des prix à la consommation ou IPC (en anglais, consumer price index ou CPI) mesure l'évolution du niveau moyen des prix des biens et services consommés par les ménages, pondérés par leur part dans la consommation moyenne des ménages. L'indice (105 par exemple) permet de mesurer l'inflation (ici +5 % de hausse des prix), ou la déflation en cas de baisse des prix, sur une période et donc l'évolution de la valeur de la monnaie (la valeur de la monnaie diminue lorsque les prix augmentent). Le taux (annuel) d'inflation désigne généralement, lorsque l'indice n'est pas précisé, le pourcentage d'augmentation de cet indice (IPC) particulier sur une année.
Dans l'Union européenne, afin de permettre des comparaisons internationales, les indices de prix nationaux ont été harmonisés. On parle alors d'indice des prix à la consommation harmonisé (IPCH).

## Méthode statistique
Le suivi de l'évolution de tous les prix n'étant pas techniquement possible, les instituts de statistiques construisent un panier de biens et services finaux représentatifs, pondérés par leur poids dans la consommation. L'observation des prix se fait par enquête et échantillonnage permanents.
La principale difficulté dans le calcul de l'indice est due à l'innovation, qui se traduit par l'apparition de nouveaux produits ou services, ou par l'évolution d'un produit existant, souvent une amélioration.
La construction de l'indice prend également en compte le changement dans la répartition des achats des consommateurs. La pondération attribuée aux biens et services évolue en parallèle, mais parfois avec retard d'un an (la pondération utilisée pour l'inflation de l'année N est basée sur les consommations de l'année N-1).

## Portée
L'indice des prix hors tabac sert à indexer de nombreux contrats privés, des pensions alimentaires, des rentes viagères et aussi à indexer le SMIC. L'indice retenu pour le SMIC est celui des « ménages urbains dont le chef est ouvrier ou employé, hors tabac ».
Le déflateur du PIB, qui est le quotient du PIB par le PIB réel (multiplié par 100), donne une image plus globale de l'inflation, mais ses délais d'établissement sont beaucoup plus longs. Il a donc surtout une valeur historique.
De plus, le déflateur du PIB fournit le prix moyen des biens compris dans le PIB, et donc des biens finaux produits par l’économie. Or, les consommateurs s’intéressent aux prix moyens des biens qu’ils consomment. Ces deux prix ne se confondent pas nécessairement, car l’éventail des biens produits par l’économie n’est pas le même que celui des biens achetés par les consommateurs. Et ce pour deux raisons. Parmi les biens du PIB, certains ne sont pas vendus aux consommateurs, mais aux entreprises (les machines-outils, par exemple), à l’État ou aux étrangers. Au contraire, certains produits acquis par les consommateurs ne sont pas produits sur le sol national, mais importés.

## Limites
La grande difficulté pour la réalisation de l'indice est l'innovation qui se traduit par l'apparition d'un nouveau produit ou service ou d'une nouveauté dans un ancien produit.
Une deuxième difficulté est le changement dans la répartition des achats des consommateurs. Lorsque le prix d'un bien augmente une année plus vite que les prix des autres biens et que sa part dans la consommation diminue (par substitution du bien en question par d'autres biens), il y a une difficulté à faire le lien avec l'année précédente : si on considère seulement les ventes de la dernière année, on ne prend pas en compte que la hausse du prix relatif a pu conduire à un report de la consommation.
Une limite de l'indice des prix comme instrument est qu'il se fonde sur le panier du consommateur moyen. Aussi, l'indice des prix peut indiquer une hausse de prix quand une personne au profil marginal constaterait une baisse. La construction de l'IPC se heurte à d'autres problèmes : prise en compte de l'évolution de la qualité des biens, changement des goûts des consommateurs, fluctuation du taux de change.
Afin d'illustrer l'importance de l'effet de la composition en biens et services du panier moyen pour chaque consommateur pris individuellement, l'Insee mettait à disposition un simulateur d'inflation personnalisé sur son site officiel qui permettait à chacun en fonction de sa propre consommation d'évaluer l'inflation qu'il subissait.
L'IPC n’est pas un indicateur du coût de la vie dans la mesure où il ne prend pas en compte la variation dans la répartition des dépenses, ce qu'avait déjà vu Maurice Halbwachs.

## Indices des prix dans différents pays

### En France

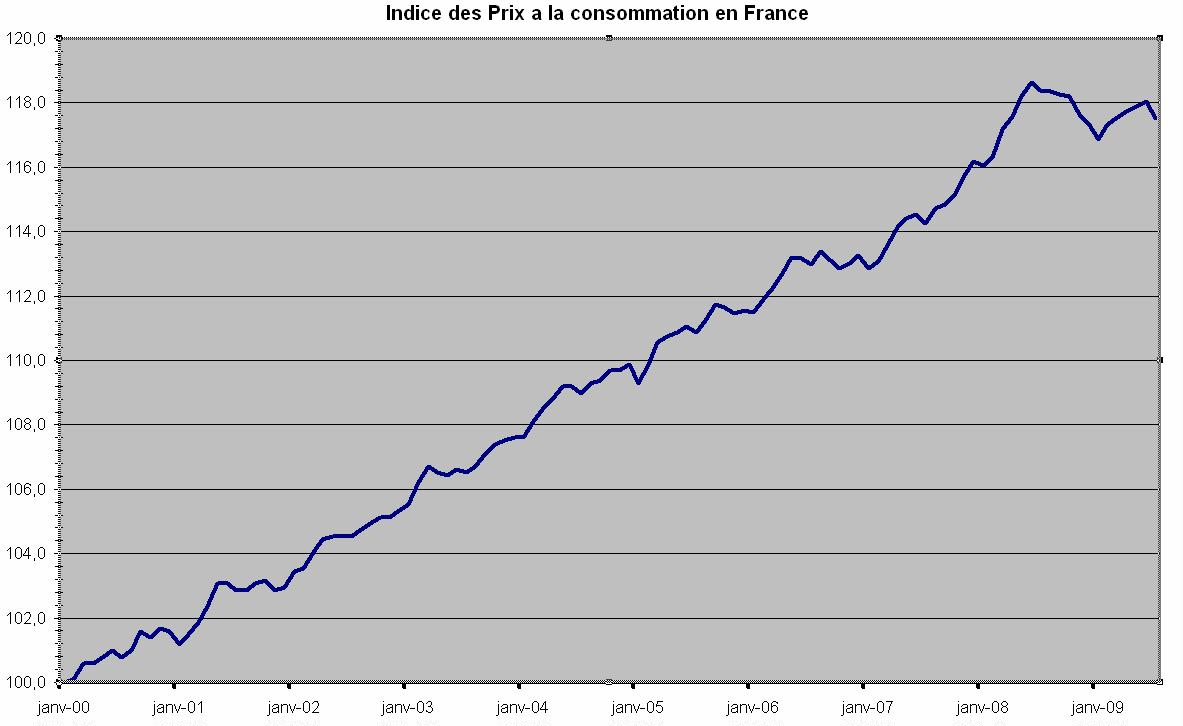
Évolution de l'indice des prix à la consommation (bleu) en France de janvier 2000 à janvier 2009.

En France, l'IPC est calculé par l'Institut national de la statistique et des études économiques (INSEE). Le premier indice date de 1914. Au cours du temps, le panier de consommation de l'IPC s'est élargi au niveau géographique ainsi qu'en termes de population et de consommation couverte.
L'Insee collecte 200 000 prix chaque mois par l'intermédiaire d'enquêteurs, répartis sur l'ensemble du territoire, qui relèvent environ 160 000 prix, le reste étant collecté directement auprès d'organismes tels qu’EDF, les opérateurs de télécommunications, la SNCF, les services publics locaux, ainsi que dans les catalogues de vente par correspondance. Au total, 27 000 points de vente, répartis dans 106 agglomérations de plus de 2 000 habitants, en métropole et dans les départements d'outre-mer, sont concernés par l'enquête.
Le panier de biens des 200 000 prix permet de prendre en compte presque tous les biens et services à l'exception notamment des services hospitaliers privés, de l’assurance vie et des jeux de hasard.

### En Suisse
En Suisse, l'indice des prix à la consommation a été introduit en 1922. L'IPC est calculé chaque mois par l'Office fédéral de la statistique (OFS). Quelque 50 000 prix sont relevés mensuellement dans environ 2 500 points de vente par l'OFS ainsi que par l'institut d'étude de marché mandaté, GfK.

### Au Canada
Au Canada, l’IPC a augmenté de 4,7 % en novembre 2021 par rapport au mois de novembre de l’année précédente. Les prix des aliments et des biens durables ont augmenté en partie en raison des inondations qui ont eu lieu en Colombie-Britannique ainsi que de la propagation de la Covid-19. Ces derniers effets engendrent notamment des incertitudes au niveau de la chaine d’approvisionnement.
L'Indice des prix à la consommation (IPC) a augmenté de 2,6 % en février 2025 par rapport à l’année précédente, après une hausse de 1,9 % en janvier. L’accélération des prix a été généralisée, en partie due à la fin du congé de taxe sur les produits et services (TPS) / taxe de vente harmonisée (TVH) au milieu du mois de février, qui a exercé une pression haussière sur certains produits.